# Stéphanie Chuat

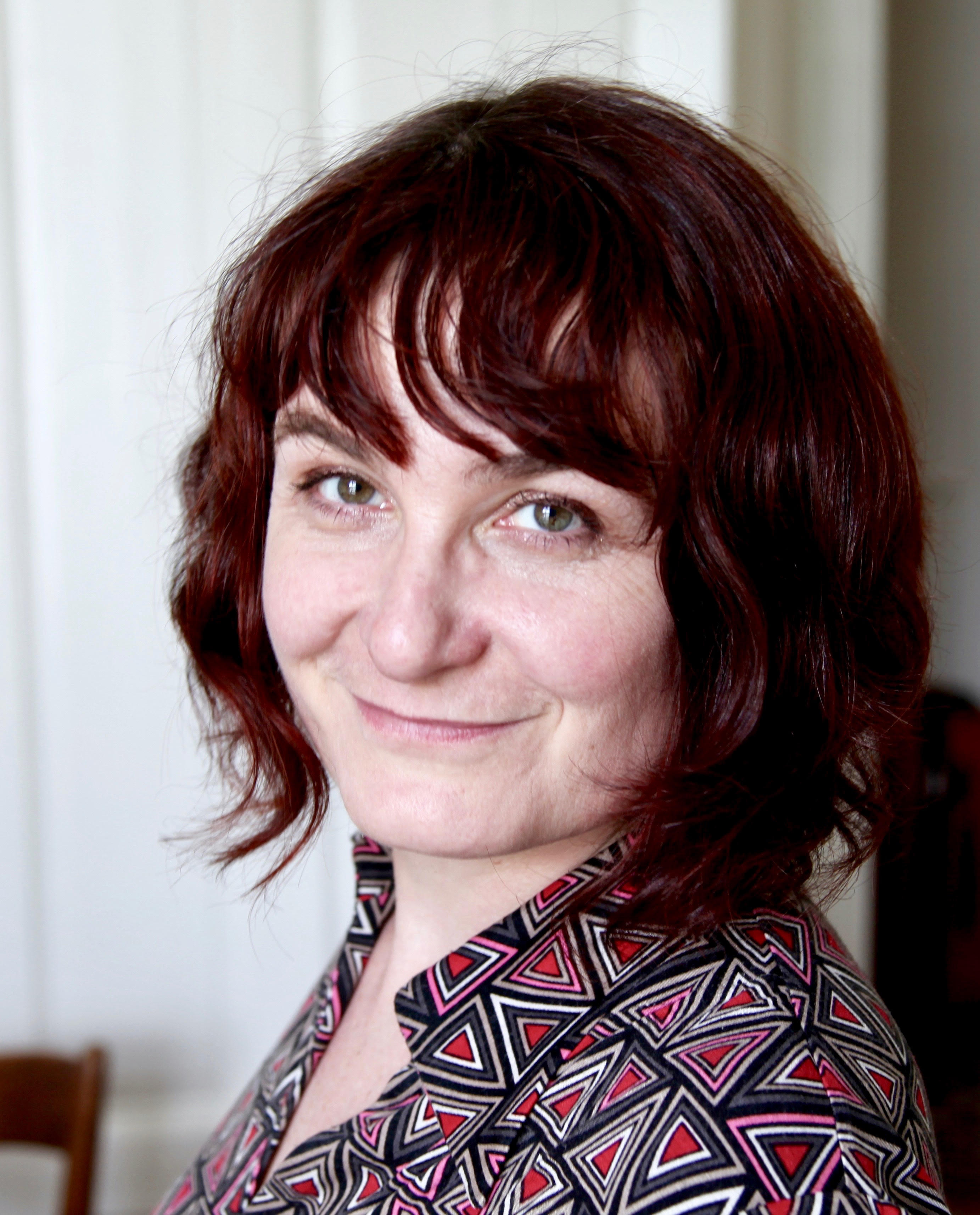
Stéphanie Chuat

Stéphanie Chuat (* 10. November 1970 in Lausanne) ist eine Schweizer Schauspielerin, Filmregisseurin und Drehbuchautorin. Als Regisseurin arbeitet sie gemeinsam mit Véronique Reymond.

## Leben und Werk
Stéphanie Chuat studierte am Konservatorium von Lausanne und an der Scuola Teatro Dimitri (Tessin). Mit Véronique Reymond, die sie seit ihrem elften Lebensjahr kennt, gründete sie ein Kinder- und Jugendtheater, die Compagnie Switch. Die beiden Schauspielerinnen arbeiteten in den Genres Theater, Chanson und Kino. Ab 1999 realisierten sie Kurzfilme wie Berlin Backstage, der 2004 für den Berlin Today Award des Berlinale Talent Campus nominiert wurde.
2005 folgte der Dokumentarfilm Gymnase du soir, petites histoires, grandes études, 2009 dann Buffo, Buten & Howard, ein Porträt des amerikanischen Schriftstellers und Clowns Howard Buten. Das Duo drehte 2011 seinen ersten Kinofilm, Das kleine Zimmer, mit Michel Bouquet und Florence Loiret Caille in den Hauptrollen. Der Film wurde 2010 für den Internationalen Wettbewerb des Filmfestivals Locarno ausgewählt. 2011 erhielt Das kleine Zimmer den Schweizer Filmpreis für den besten Film und das beste Drehbuch. 2014 realisierten Stéphanie Chuat und Véronique Reymond für den Schweizer Fernsehsender RTS1 À livre ouvert, eine TV-Serie, für die sie auch das Drehbuch geschrieben haben.
2018 folgte der Dokumentarfilm Immer noch Frau. Ihr Film Schwesterlein mit Nina Hoss und Lars Eidinger hatte auf der Berlinale 2020 Weltpremiere. Dass die beiden Schweizer Regisseurinnen für diesen Film deutsche Schauspieler gewählt haben, begründet Stéphanie Chuat so: «Wir wollten uns neue Horizonte erschließen, indem wir mit nicht französischsprachigen Schauspielern zusammenarbeiten. Wir bewundern die deutschen Schauspieler für ihre Körperlichkeit und dafür, dass sie sich mit ganz verschiedenen Gesichtern zeigen».
Mit Schwesterlein konkurrierten Stéphanie Chuat und Véronique Reymond erstmals um den Goldenen Bären, den Hauptpreis der Berlinale 2020.

## Filmografie
- 2004: Berlin Backstage
- 2009: Buffo, Buten & Howard
- 2010: Das kleine Zimmer (La Petite Chambre)
- 2014: A Livre Ouvert
- 2018: Immer noch Frau (Les Dames)
- 2020: Schwesterlein
- 2023: Transatlantic (Fernsehserie)